# Hassan el-Kashief
Hassan el-Kashief (né le 26 mars 1956) est un athlète soudanais, spécialiste du 400 mètres.

## Biographie
Vainqueur du 200 m et du 400 m lors des Jeux africains de 1978, à Alger. il remporte dès l'année suivante la médaille d'or du 400 m à l'occasion des premiers championnats d'Afrique, à Dakar. Sélectionné dans l'équipe d'Afrique lors de la Coupe du monde des nations de Montréal, Hassan El Kachief remporte l'épreuve du 400 m en 45 s 39, devant le Soviétique Nikolay Chernetsky.
Il est le détenteur des records du Soudan du 200 m (20 s 77) et du 400 m (44 s 76).

### Palmarès
| Date | Compétition                | Lieu     | Résultat | Épreuve   | Temps         |
| ---- | -------------------------- | -------- | -------- | --------- | ------------- |
| 1978 | Jeux africains             | Alger    | 1er      | 200 m     | 20 s 77       |
| 1978 | Jeux africains             | Alger    | 1er      | 400 m     | 45 s 32       |
| 1979 | Championnats d'Afrique     | Dakar    | 1er      | 400 m     | 45 s 34       |
| 1979 | Coupe du monde des nations | Montréal | 1er      | 400 m     | 45 s 39       |
| 1979 | Coupe du monde des nations | Montréal | 3e       | 4 x 400 m | 3 min 01 s 22 |
| 1984 | Championnats d'Afrique     | Rabat    | 3e       | 400 m     | 46 s 47       |

### Records
| Épreuve | Performance | Lieu  | Date            |
| ------- | ----------- | ----- | --------------- |
| 200 m   | 20 s 77     | Alger | 24 juillet 1978 |
| 400 m   | 44 s 76     | Provo | 3 juin 1982     |